# Nikolaj Zlatovratskij
Nikolaj Nikolajevitj Zlatovratskij (ryska: Николай Николаевич Златовратский), född 26 december (gamla stilen: 14 december) 1845 i Vladimir, död 23 december (gamla stilen: 10 december) 1911 i Moskva, var en rysk författare.
Zlatovratskij växte upp under svåra ekonomiska förhållanden och tvingades avbryta sina universitetsstudier av ekonomiska skäl. Han medarbetade i olika tidskrifter med smärre skildringar av folklivet, men slog först på 1880-talet igenom med några större bonderomaner, speciellt romanerna Fundament och Vardagar i byn.
Zlatovratskij är vid sidan av Gleb Uspenskij den främste representanten för 1800-talets ryska bondelitteratur; hans arbeten utgör ett slags encyklopedi rörande det ryska bondelivet i dess olika faser. De uppvisar en blandning av skönlitteratur, etnografi, journalistik och även statistik och vittnar om en utomordentlig förtrogenhet med och kärlek till ämnet och om minutiös samvetsgrannhet. Till skillnad från Uspenskij ser Zlatovratskij med stor optimism på den ryske bonden och byn, hans romaner idealiserar den ryske bonden och utgör lovsånger över det ryska bylivets traditionella struktur.